# 黄祖络
黄祖络，江西庐陵（今江西吉安）人，是一名清朝政治人物。
黄祖络曾于1894年接替聂缉椝任苏松道道员一职，由刘麒样接任。